# Джангарское сельское муниципальное образование
Джангарское сельское муниципальное образование — сельское поселение в Октябрьском районе Калмыкии. В состав муниципального образования входит 1 населённый пункт — посёлок Джангар.

## География
Джангарское СМО граничит на северо-западе с Мирненским СМО, на юго-западе с Иджилским СМО, на юге с Юстинским районом (Барунское СМО) и Астраханской областью. Площадь территории составляет 18455 га.

## История
Джангарский сельский Совет народных депутатов был образован в 1979 году. Современные границы СМО утверждены постановлением Народного хурала Калмыкии от 12.10.2004 года №385.

## Население
| 2002 | 2010 | 2011 | 2012 | 2013 | 2014 | 2015 |
| ---- | ---- | ---- | ---- | ---- | ---- | ---- |
| 525  | ↘445 | ↗453 | ↘445 | ↘426 | ↘404 | ↘375 |
| 2016 | 2017 | 2018 | 2019 | 2020 | 2021 |      |
| ↗393 | ↘384 | ↘375 | ↗379 | ↘357 | ↗450 |      |

### Национальный состав
По данным Всероссийской переписи населения 2010 года:
| Национальность | Численность (чел.) | Процентное соотношение |
| -------------- | ------------------ | ---------------------- |
| Калмыки        | 416                | 93,69%                 |
| Русские        | 14                 | 3,15%                  |
| Корейцы        | 13                 | 2,93%                  |
| Другие         | 1                  |                        |
| Не указана     | 1                  |                        |
| Всего          | 445                | 100,00%                |